# Lac Ladoga
 (septembre 2015).
Si vous disposez d'ouvrages ou d'articles de référence ou si vous connaissez des sites web de qualité traitant du thème abordé ici, merci de compléter l'article en donnant les références utiles à sa vérifiabilité et en les liant à la section « Notes et références ».
Le lac Ladoga (en russe : Ладожское озеро, en finnois : Laatokka, en carélien : Luadogu) est le lac le plus étendu d'Europe (17 700 km2), le deuxième de Russie (après le lac Baïkal) et le 15e dans le monde par sa superficie.

## Géographie
Plus grande étendue lacustre du continent européen, le lac Ladoga est situé au nord-est de Saint-Pétersbourg, en Carélie, non loin de la frontière finlandaise,. Il reçoit une trentaine de rivières dont le Svir, émissaire du lac Onega. Son émissaire est la Neva qui traverse la ville de Saint-Pétersbourg, située à son embouchure et se jette dans la mer Baltique. Le lac compte plus de six cents îles et îlots pour une superficie totale de 435 km2. La plupart des îles sont situées près de la côte nord-ouest du lac, dont les célèbres îles Valaam.
La superficie de son bassin de drainage est de 259 000 km2, incluant près de 50 000 lacs secondaires et 3 500 cours d'eau de plus de 10 km de long. Plus de 85 % des eaux alimentant le lac Ladoga proviennent des trois plus importantes rivières :
- la Svir du lac Onega (sud-est) ;
- la Vuoksi du lac Saimaa en Finlande (ouest) ;
- la Volkhov du lac Ilmen (sud).

Le lac Ladoga fait partie de la route fluviale dite « Volga-Baltique » par laquelle Moscou est reliée à la Baltique et à Saint-Pétersbourg.

## Faune et flore

### Faune
Le lac héberge une sous-espèce de phoque annelé connue sous le nom de phoque Ladoga (en) (Pusa hispida ladogensis).

### Flore
Les côtes nord et est du lac Ladoga s'apparentent à une zone de moyenne taïga et les côtes sud et ouest s'apparentent à une zone de taïga méridionale. La zone de moyenne taïga est caractérisée par la présence de bosquets d'épicéas avec sous-bois de myrtilliers, l'absence de broussailles, avec un couvert forestier dense et une couverture continue de mousses et de lichens en sous-bois. Dans la zone de taïga méridionale dominent les roches sombres et les broussailles. On y rencontre des feuillus rustiques en mélange avec les conifères, comme le tilleul à petites feuilles, l'érable plane, l'orme de montagne et le chêne pédonculé. L'herbe et le gazon apparaissent et la couverture de mousses est moins importante que dans la moyenne taïga. Dans cette zone, l'essence dominante reste l'épicéa avec sous-bois d'oxalis.

## Histoire

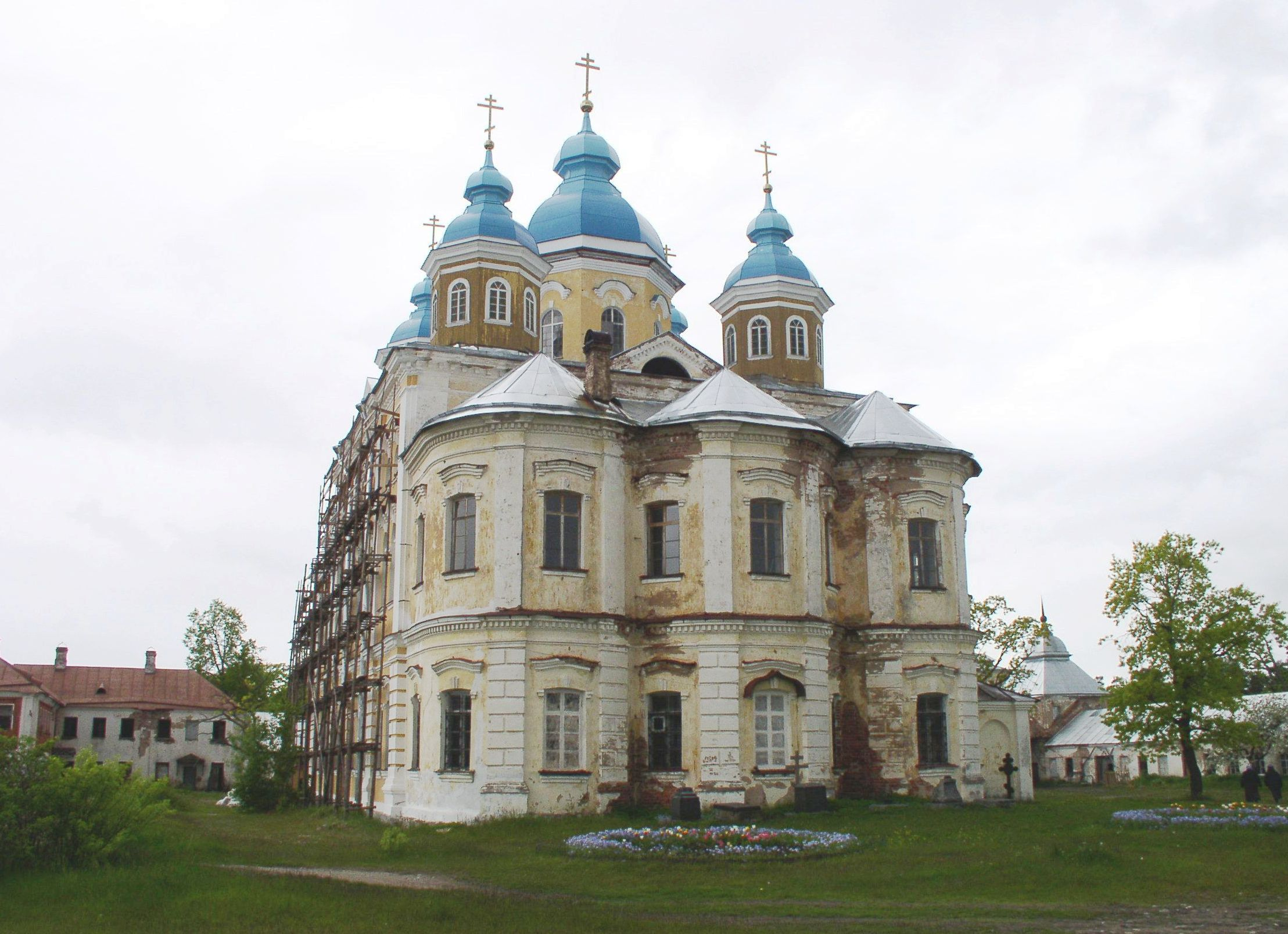
Cathédrale de Konevets (vue Est).

Le lac formait un important tronçon de la route commerciale entre les Varègues et les Grecs, des marchands scandinaves y circulant dès le milieu du VIIIe siècle. La plus ancienne capitale de Russie, Staraïa Ladoga, port important sur cette route, tire son nom du lac.
Le monastère de Valaam est fondé sur la plus grande île de l'archipel Valaam (en finnois : Valamo), qui est aussi la plus grande du lac Ladoga. Il est abandonné entre 1611 et 1715, puis magnifiquement restauré au XVIIIe siècle et évacué vers la Finlande pendant la guerre d'Hiver de 1940. Les moines reviennent en 1989. Il y a d'autres monastères historiques dans les environs, comme le monastère Konevets qui est situé sur une île voisine ou le monastère Alexandre Svirski qui conserve quelques exemples d'architecture médiévale moscovite.
La frontière russo-suédoise passait à travers le lac entre 1617 et 1721, puis plus tard, entre 1812 et 1940, la frontière russo-finlandaise.

### Siège de Léningrad (1941-1944)
Pendant le siège de Léningrad de 1941 à 1944, le lac Ladoga fournit le seul accès à la ville assiégée. Les marchandises étaient transportées vers Léningrad par camions circulant sur des « routes d'hiver » sur le lac gelé, et par bateaux l'été. Cette route fut appelée la « route de la vie », bien que plus d'un million de personnes périrent de faim, pour la majorité d'entre elles, ou de froid. À noter que l'on dénombre de nombreux cas d'anthropophagie. Toutefois, les eaux gelées du lac permirent d'évacuer plus d'un million de personnes et d'acheminer des milliers de tonnes de vivres durant les 872 jours du siège de Léningrad par les troupes hitlériennes. Mais le siège est efficace : près de 50% des effectifs allemands sont considérés perdus en septembre 1941, et dès l'automne, les troupes allemandes ralentissent voire reculent dans certaines zones. Ni Moscou, ni Leningrad ne sont prises avant l'hiver : cela signe l'échec de l'opération Barbarossa. 
Après la guerre, la Finlande perdit la Carélie au profit de l'URSS et la plupart des Finnois furent forcés d'évacuer les territoires perdus. Cependant, certains Caréliens restèrent et vivent toujours dans la région.

### Les chevaux du lac Ladoga
Dans son roman Kaputt (1943), l'écrivain italien Curzio Malaparte relate l'anecdote suivante, que l'on présume survenue en 1942, lors du siège de Léningrad :

« Le troisième jour un énorme incendie se déclara dans la forêt de Raikkola. Hommes, chevaux et arbres emprisonnés dans le cercle de feu criaient d'une manière affreuse. […] Fous de terreur, les chevaux de l'artillerie soviétique — il y en avait près de mille — se lancèrent dans la fournaise et échappèrent aux flammes et aux mitrailleuses. Beaucoup périrent dans les flammes, mais la plupart parvinrent à atteindre la rive du lac et se jetèrent dans l'eau. […]
Le vent du Nord survint pendant la nuit […] Le froid devint terrible. Soudainement, avec la sonorité particulière du verre se brisant, l'eau gela […]
Le jour suivant, lorsque les premières patrouilles, les cheveux roussis, atteignirent la rive, un spectacle horrible et surprenant se présenta à eux. Le lac ressemblait à une vaste surface de marbre blanc sur laquelle auraient été déposées les têtes de centaines de chevaux. »

— Curzio Malaparte, Kaputt, 1943

#### Autour de cet incident
L'astrophysicien et vulgarisateur Hubert Reeves reprend ce récit et le tient pour véridique dans son livre L'Heure de s'enivrer (1986). Il émet l'hypothèse que le gel quasi instantané de l'eau du lac fut causé par un changement de phase rapide dû à l'état présumé de surfusion de l'eau au moment de l'incident.
L'homme politique Alain Peyrefitte publia en 1981 un livre intitulé Les Chevaux du lac Ladoga - La justice entre les extrêmes, dans lequel l'eau surfondue emprisonnant les infortunés chevaux devient une métaphore des instabilités sociopolitiques latentes qui peuvent être révélées de façon imprévue par un mouvement de masse ou la décision d'un chef.

## Les îles
Il y a environ 660 îles sur le lac Ladoga pour la plus grande part situées dans le Nord-Ouest du lac, dont les îles Valaam, de Konevets (en) et Kilpola (en). Ces îlots ont été récemment protégés au sein d'un Parc National, le parc national des îlots du Ladoga.